# Alcrin
Alcrin ist eine osttimoresische Aldeia. Sie liegt im Nordwesten des Sucos Lahane Oriental (Verwaltungsamt Nain Feto, Gemeinde Dili). In Alcrin leben 1988 Menschen (2015).

## Lage und Einrichtungen
Alcrin bildet den Osten des traditionellen Stadtteils Quintal Arbiro, der teilweise auch zu Taibesi gezählt wird. Nordwestlich grenzt Alcrin an die Aldeia Deambata Bessi, südlich der Rua de Taibesi an die Aldeia Marabia und östlich der Rua de Santa Cruz an die Aldeia Monumento Calma und den Suco Bemori.
In Alcrin befinden sich die 2017 eröffnete Escola Primaria Central Amigos de Jesus und die Residência Padres Jesuitas.